# Gustav Adolf Michaelis
Pour les articles homonymes, voir Michaelis.
Gustav Adolf Michaelis (né le 9 juillet 1798 à Harburg - mort le 8 août 1848) est un obstétricien allemand.
Il a étudié la médecine à Göttingen sous la direction du chirurgien Konrad Johann Martin Langenbeck (1776-1851) et de l'obstétricien Friedrich Benjamin Osiander (1759-1822).
Michaelis est un pionnier de l'obstétrique scientifique particulièrement connu pour ses travaux dans le domaine de la pelvimètrie (en), dont il a publié une partie de ses recherches dans l'ouvrage Das Enge Becken: Nach eigenen Beobachtungen und Untersuchungen.
Après avoir été informé de la théorie de Ignaz Semmelweis à propos de la prophylaxie pour la prévention de la fièvre puerpérale, Michaelis est l'un des premiers obstétriciens à se laver les mains au chlore.
Fortement déprimé par le nombre de femmes, dont une membre de sa famille, mortes de fièvre puerpérale développée en raison de conditions hygiéniques inappropriées en obstétrique, il finit par mettre fin à ses jours le 8 août 1848 à Lehrte, en Allemagne.

## Héritage
Après sa mort, il est remplacé à Kiel par Carl Conrad Theodor Litzmann (en) (1815-1890). La Michaelis Midwifery School de l'université de Kiel a été nommée en son honneur, tout comme le losange de Michaelis.
Il est le père de l'archéologue Adolf Michaelis (1835-1910).